# Олдкасл, Джон
Сэр Джон Олдкасл (англ. John Oldcastle; ? — 14 декабря 1417) — английский религиозный деятель XV века, лидер лоллардов.

## Биография

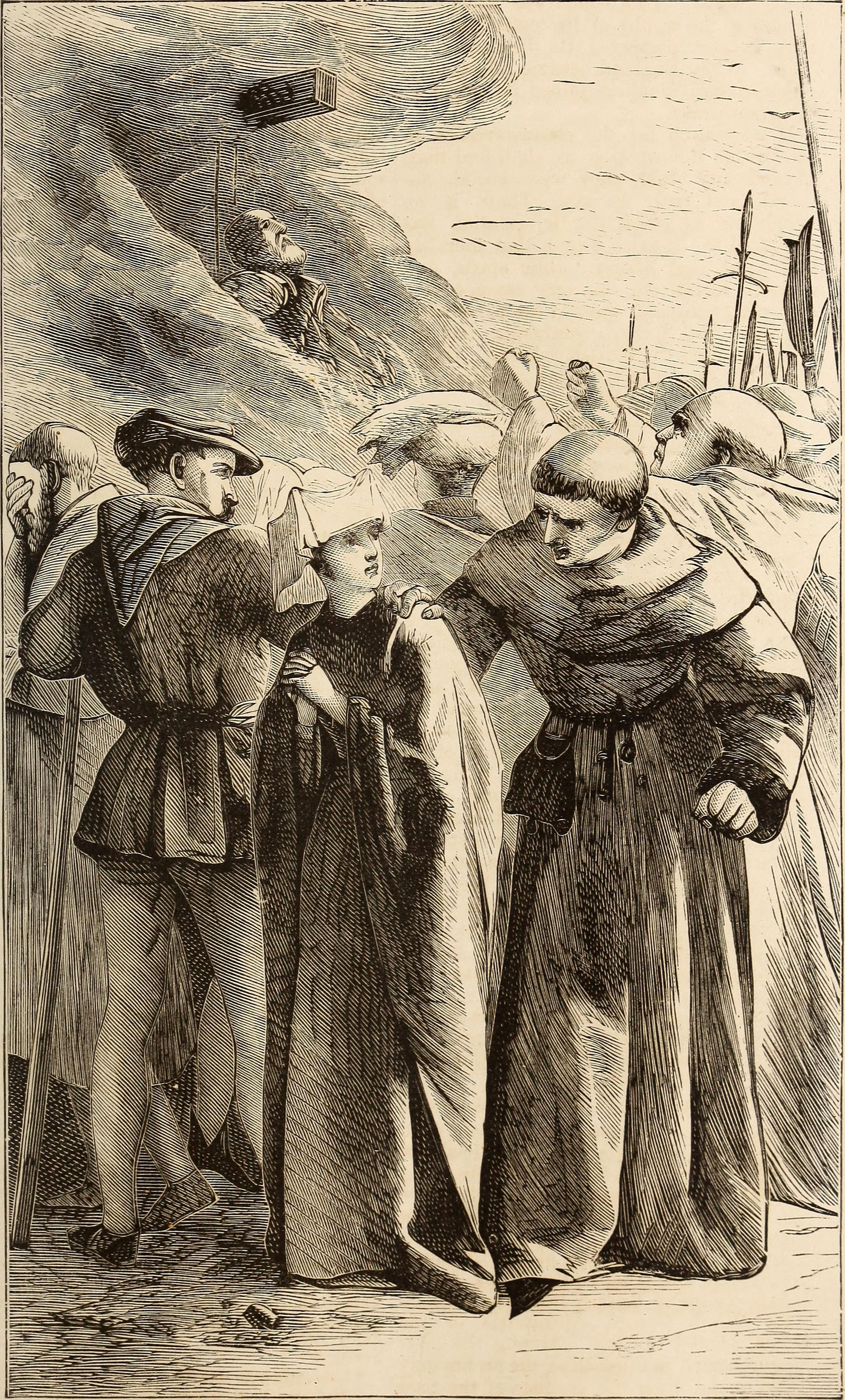
Иллюстрация сожжение Джона Олдкасла

Дата рождения Олдкасла неизвестна, хотя некоторые исследователи указывают на 1360 или 1378 год. Отец его был родом из Херефордшира.
Профессиональный воин. Д. Олдкасл впервые упоминается в документах в 1400 году, как рыцарь под командованием лорда Грея Коднора участвовавший в военной экспедиции в Шотландию.
Позже Олдкасл представлял Херефордшир как «рыцарь графства» (депутат) в парламенте 1404 года, позже выступал в качестве мирового судьи и был верховным шерифом Херефордшира в 1406—1407 годах. Водил тесную дружбу с принцем Монмутским, будущим королём Англии Генрихом V, некогда организовывал для того соревнования по борьбе. Сражался плечом к плечу с принцем Генрихом, ходил вместе с ним в походы в бунтовавший десять лет Северный Уэльс. В 1411 году сопутствовал молодому Генриху в успешной кампании во Францию по оказанию помощи бургиньонам во время Войны арманьяков и бургиньонов.
Генрих V, склонный к религиозности, со временем превратился в настоящего фанатика и стал бороться с еретиками. Одним из лидеров и преданных сторонников лоллардов был в то время Джон Олдкасл. Рыцарь, получивший репутацию жестокого грабителя и убийцы во время уэльских походов, неожиданно оказался защитником бедняков и убогих. И даже вёл переписку с Яном Гусом. В его владениях обнаружили книгу еретического содержания. В 1413 году он был обвинён и судим за ересь. Епископ Арундел отлучил его от церкви, но казнить товарища Генрих всё ещё не мог и отправил в Тауэр, откуда сэр Джон в том же году сбежал.
Сэр Джон Олдкасл участвовал в организации восстания лоллардов против короля Генриха V и его братьев на западе Англии. Лолларды надеялись изгнать короля и знать, распустить аббатства и назначить регентом сэра Джона Олдкасла.
Восстание провалилось, часть заговорщиков были пойманы. Бо́льшую часть казнили: сожжёны и повешены. За голову скрывшегося Джона Олдкасла была назначена огромная награда. Наконец, один валлийский фермер по фамилии Понс продал Олдкасла властям. При аресте был тяжело ранен. Раненого Олдкасла доставили на носилках в лондонский Тауэр. Король Генрих V воевал в это время во Франции, и шансов на помилование или мягкий приговор у сэра Джона больше не было. Умер мученической смертью. Был повешен на полях Сент-Джайлс и сожжён с «виселицей и всем остальным», как церковный отступник и предатель королевской власти.

## Интересно
Считается, что сэр Джон Олдкасл был прообразом шекспировского Фальстафа.